# Liste der Baudenkmäler in Obertaufkirchen

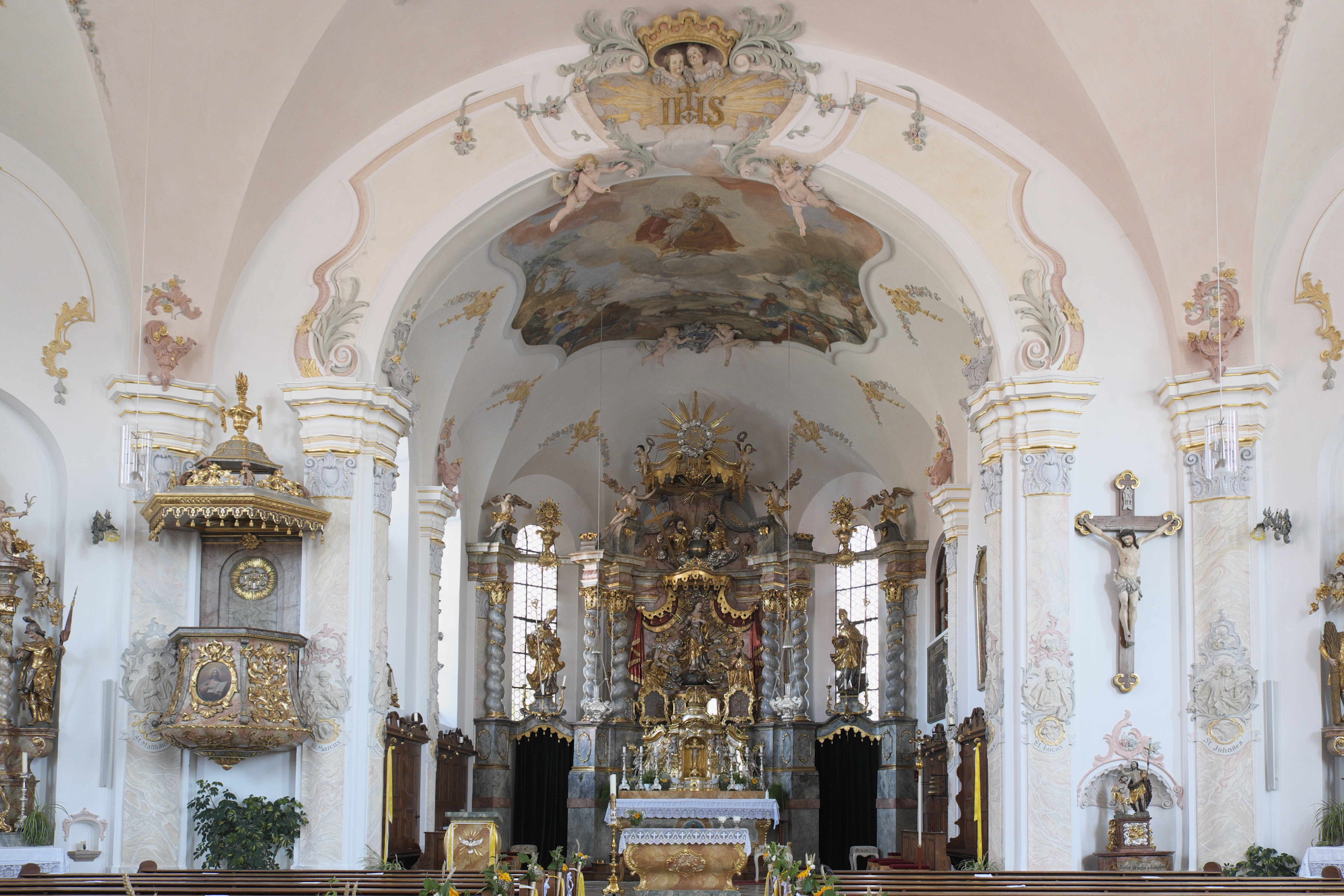
Innenraum von St. Martin und St. Maria Magdalena in Obertaufkirchen

Auf dieser Seite sind die Baudenkmäler in der oberbayerischen Gemeinde Obertaufkirchen zusammengestellt. Diese Tabelle ist eine Teilliste der Liste der Baudenkmäler in Bayern. Grundlage ist die Bayerische Denkmalliste, die auf Basis des Bayerischen Denkmalschutzgesetzes vom 1. Oktober 1973 erstmals erstellt wurde und seither durch das Bayerische Landesamt für Denkmalpflege geführt wird. Die folgenden Angaben ersetzen nicht die rechtsverbindliche Auskunft der Denkmalschutzbehörde.

## Baudenkmäler nach Ortsteilen

### Obertaufkirchen
| Lage                    | Objekt                                                     | Beschreibung | Akten-Nr.    | Bild           |
| ----------------------- | ---------------------------------------------------------- | --- | ------------ | -------------- |
| Kirchplatz 1 (Standort) | Katholische Pfarrkirche St. Martin und St. Maria Magdalena | großer neubarocker Achtecksaal mit östlichem Chor, westlichem Saalanbau und Westturm, romanischer und gotischer Kern im Westen, Ausbau 1777 und 1910/11; mit Ausstattung; Seelenkapelle, klassizistischer Putzbau mit Dachreiter, bezeichnet mit dem Jahr 1837; mit Ausstattung; ehemaliger Getreidekasten des Pfarrhofs, massiver verputzter Satteldachbau, bezeichnet mit dem Jahr 1833, jetzt Remise und Leichenhaus; Friedhof, mit Ummauerung, im Kern wohl mittelalterlich. | D-1-83-135-1 | weitere Bilder |

### Annabrunn
| Lage                   | Objekt                                       | Beschreibung | Akten-Nr.    | Bild           |
| ---------------------- | -------------------------------------------- | --- | ------------ | -------------- |
| Annabrunn 7 (Standort) | Katholische Wallfahrtskirche Hl. Mutter Anna | Rechtecksaal mit eingezogenem geradem Chor und Dachreiter, 1686 als Kapelle gebaut, 1687 und 1693 vergrößert, 1782–84 verändert; mit Ausstattung. | D-1-83-135-4 | weitere Bilder |

### Bogenberg
| Lage                   | Objekt | Beschreibung | Akten-Nr.    | Bild |
| ---------------------- | ------ | --- | ------------ | ---- |
| Bogenberg 1 (Standort) | Stadel | Flachsatteldachbau mit Bundwerk und Gitterzone über teilweise massivem Erdgeschoss, bezeichnet mit dem Jahr 1857; transferiert 1983 aus Utting, Gemeinde Polling. | D-1-83-135-5 | BW   |

### Forsthub
| Lage                  | Objekt     | Beschreibung                                                                                                | Akten-Nr.    | Bild           |
| --------------------- | ---------- | --- | ------------ | -------------- |
| Forsthub 1 (Standort) | Hofkapelle | kleiner offener Frackdachbau mit bemaltem Giebeltondo, wohl zweite Hälfte 19. Jahrhundert; mit Ausstattung. | D-1-83-135-6 | weitere Bilder |

### Frauenornau
| Lage                      | Objekt                                                       | Beschreibung | Akten-Nr.     | Bild           |
| ------------------------- | ------------------------------------------------------------ | --- | ------------- | -------------- |
| Frauenornau 6 (Standort)  | Ehemaliges Wohnstallhaus                                     | zweigeschossiger Flachsatteldachbau mit Putzgliederung, um 1880 als einheitliche Überformung eines Vorgängerbaues des frühen 19. Jahrhunderts; Wegkreuz, hölzerner Corpus unter Wettermantel, 19. Jahrhundert; Bildstock, Granitpfeiler mit Bildnische, 18. Jahrhundert. | D-1-83-135-33 | weitere Bilder |
| Frauenornau 10 (Standort) | Stadel eines Bauernhofes                                     | Steilsatteldachstadel mit Bundwerkteil, Mitte 19. Jahrhundert. | D-1-83-135-7  | weitere Bilder |
| Frauenornau 11 (Standort) | Katholische Filial- und Wallfahrtskirche Unserer Lieben Frau | barockisierter gotischer Saalbau mit eingezogenem polygonalem Chor und Westturm, 15. Jahrhundert, 1753/54 barockisiert, Turmabschluss 1876; mit Ausstattung. | D-1-83-135-8  | weitere Bilder |

### Grüngiebing
| Lage                     | Objekt                                  | Beschreibung | Akten-Nr.     | Bild           |
| ------------------------ | --------------------------------------- | --- | ------------- | -------------- |
| Grüngiebing 4 (Standort) | Bauernhaus                              | zweigeschossiger Flachsatteldachbau mit Blockbaukniestock, bezeichnet mit dem Jahr 1783 (über der Tür) und bezeichnet mit dem Jahr 1841 (Giebel). | D-1-83-135-10 | weitere Bilder |
| Grüngiebing 5 (Standort) | Katholische Filialkirche St. Margaretha | spätmittelalterlicher Saalbau mit dreiviertelrundem barockem Chor und Westturm, Choranbau 1694, Turm 1871; mit Ausstattung.                       | D-1-83-135-11 | weitere Bilder |

### Hofgiebing
| Lage                     | Objekt                                        | Beschreibung | Akten-Nr.     | Bild           |
| ------------------------ | --------------------------------------------- | --- | ------------- | -------------- |
| Hofgiebing 9 (Standort)  | Bauernhof                                     | Nachbildung eines Vierseithofs aus transferierten Teilen eines Bauernhauses und Wirtschaftsgebäuden verschiedener Provenienz; nördlich ehemaliges Wohnstallhaus, zweigeschossiger Frackdachbau mit Blockbau-Obergeschoss, erneuerter umlaufender Laube bzw. Hoch-, ehemals bezeichnet mit dem Jahr 1734, 1986 abgetragen und 1998/99 unter Verwendung historischer Ausbaudetails auf rekonstruiertem Erdgeschoss aus Ziegelmauerwerk wiedererrichtet; östlich Stadel, mitteltenniger Bundwerkstadel mit Flachsatteldach und Gitterwerk, bezeichnet mit dem Jahr 1841, 2002/03 transferiert und formgetreu ergänzt; westlich Stadel, mitteltenniger Flachsatteldachbau mit Bundwerk, um 1825, 2002/03 transferiert; südlich Hütte, zweigeschossiger hölzerner Flachsatteldachbau mit Blockbau-Getreidekasten im Obergeschoss, wohl um 1800, 2001–03 transferiert. | D-1-83-135-34 | Bauernhof      |
| Hofgiebing 10 (Standort) | Katholische Filialkirche St. Johannes Baptist | Ehemalige Kapelle des 1849 abgerissenen Schlosses Hofgiebing, kleiner barockisierter Saalbau mit eingezogenem polygonalem Chor und westlichem Dachreiter, im Kern mittelalterlich, 1768 umgestaltet; mit Ausstattung. | D-1-83-135-12 | weitere Bilder |

### Hohenpoint
| Lage                    | Objekt    | Beschreibung                                                       | Akten-Nr.     | Bild |
| ----------------------- | --------- | ------------------------------------------------------------------ | ------------- | ---- |
| Hohenpoint 1 (Standort) | Feldkreuz | farbig gefasster neugotischer Kruzifix aus Eisen, 19. Jahrhundert. | D-1-83-135-13 | BW   |

### Kirchkagen
| Lage                    | Objekt                              | Beschreibung | Akten-Nr.     | Bild           |
| ----------------------- | ----------------------------------- | --- | ------------- | -------------- |
| Kirchkagen 2 (Standort) | Katholische Filialkirche St. Petrus | kleiner spätgotischer Saalbau mit eingezogenem Rechteckchor und Dachreiter, 15. Jahrhundert, seit Brand 1797 mit Flachdecke; mit Ausstattung. | D-1-83-135-14 | weitere Bilder |

### Lentfelden
| Lage                    | Objekt                    | Beschreibung                                                                                   | Akten-Nr.     | Bild           |
| ----------------------- | ------------------------- | ---------------------------------------------------------------------------------------------- | ------------- | -------------- |
| Lentfelden 1 (Standort) | Stadel eines Dreiseithofs | Ständerbohlenstadel mit Flachsatteldach und reichem Bundwerk, zweites Viertel 19. Jahrhundert. | D-1-83-135-15 | weitere Bilder |

### Oberornau
| Lage                      | Objekt                              | Beschreibung | Akten-Nr.     | Bild           |
| ------------------------- | ----------------------------------- | --- | ------------- | -------------- |
| Hauptstraße 16 (Standort) | Katholische Pfarrkirche St. Andreas | barockisierter Wandpfeilersaal mit eingezogenem Chor, neubarocker westlicher Erweiterung und Südturm, im Kern spätmittelalterlich, ab 1761 barockisiert, 1928 erweitert; mit Ausstattung; Gruftarkaden, neubarocke sattelgedeckte Arkadenhalle, um 1928. | D-1-83-135-18 | weitere Bilder |

### Pfaffenkirchen
| Lage                                                                           | Objekt                               | Beschreibung                                                                                                  | Akten-Nr.     | Bild           |
| ------------------------------------------------------------------------------ | ------------------------------------ | --- | ------------- | -------------- |
| Pfaffenkirchen 13 (Standort)                                                   | Katholische Filialkirche St. Stephan | kleiner Saalbau mit polygonalem Chor und Dachreiter, 1518 erbaut, auf romanischer Grundlage; mit Ausstattung. | D-1-83-135-22 | weitere Bilder |
| Mimmelheimer Feld (am südöstlichen Ortsrand am Weg nach Mimmelheim) (Standort) | Bildstock                            | kleines Satteldachhäuschen mit Putzgliederung, 1719, 1846 erneuert.                                           | D-1-83-135-19 | weitere Bilder |

### Schwarzenbach
| Lage                       | Objekt | Beschreibung                                           | Akten-Nr.     | Bild           |
| -------------------------- | ------ | ------------------------------------------------------ | ------------- | -------------- |
| Schwarzenbach 1 (Standort) | Altar  | barocker Altar in Kapellenneubau, 17./18. Jahrhundert. | D-1-83-135-23 | weitere Bilder |

### Steinkirchen
| Lage                       | Objekt                              | Beschreibung | Akten-Nr.     | Bild            |
| -------------------------- | ----------------------------------- | --- | ------------- | --------------- |
| Steinkirchen 8 (Standort)  | Ehemalige Mühle                     | zweigeschossiger Flachsatteldachbau mit Blockbau-Obergeschoss, Bundwerk und Traufschrot, 18. Jahrhundert.                            | D-1-83-135-24 | Ehemalige Mühle |
| Steinkirchen 21 (Standort) | Katholische Filialkirche St. Ulrich | kleiner barocker Saalbau mit eingezogenem Chor und Westturm, ehemals bezeichnet mit dem Jahr 1672, 1908 verlängert; mit Ausstattung. | D-1-83-135-26 | weitere Bilder  |

### Straß
| Lage                | Objekt                           | Beschreibung | Akten-Nr.     | Bild |
| ------------------- | -------------------------------- | --- | ------------- | ---- |
| Straß 21 (Standort) | Wohnstallhaus eines Dreiseithofs | zweigeschossiger Flachsatteldachbau mit Traufbundwerk am Wirtschaftsteil, erste Hälfte 19. Jahrhundert; Hofkapelle, eingebaut in östliches Nebengebäude, Flachsattelbau mit Putzgliederung, Ende 19. Jahrhundert; mit Ausstattung. | D-1-83-135-29 | BW   |

### Thalham
| Lage                      | Objekt                                                                  | Beschreibung | Akten-Nr.     | Bild                                                                    |
| ------------------------- | ----------------------------------------------------------------------- | --- | ------------- | ----------------------------------------------------------------------- |
| Thalham 9 (Standort)      | Kleinbauernhaus                                                         | erdgeschossiger Blockbau mit Kniestock und asymmetrischem Flachsatteldach, Mitte 18. Jahrhundert.                 | D-1-83-135-30 | BW                                                                      |
| Thalham 12, 13 (Standort) | Zwei Funktionsbaracken im Gelände des ehemaligen KZ-Außenlagers Thalham | Typenbauten aus vorgefertigten Bauteilen, errichtet 1944 im Zusammenhang mit dem Rüstungswerk im Mühldorfer Hart. | D-1-83-135-35 | Zwei Funktionsbaracken im Gelände des ehemaligen KZ-Außenlagers Thalham |

### Weitermühle
| Lage                     | Objekt        | Beschreibung | Akten-Nr.     | Bild           |
| ------------------------ | ------------- | --- | ------------- | -------------- |
| Weitermühle 2 (Standort) | Wohnstallhaus | zweigeschossiger Flachsatteldachbau mit Blockbaukniestock und traufseitigem Balusterschrot, wohl Mitte 19. Jahrhundert. | D-1-83-135-32 | weitere Bilder |

### Keinem Ortsteil zugeordnet
| Lage | Objekt        | Beschreibung | Akten-Nr.    | Bild           |
| --- | ------------- | --- | ------------ | -------------- |
| Obertaufkirchen, Mesmering, Pfaffenkirchen, Frauenornau von der Pfarrkirche in Obertaufkirchen bis zur Wallfahrtskirche in Frauenornau entlang der Straße (Standort) | Wallfahrtsweg | bestehend aus 11 Granitstelen mit neubarocken Kupferbildern aus dem Marien- und Christusleben (Rosenkranz), Anfang 19. Jahrhundert. | D-1-83-135-3 | weitere Bilder |

## Ehemalige Baudenkmäler
In diesem Abschnitt sind Objekte aufgeführt, die früher einmal in der Denkmalliste eingetragen waren, jetzt aber nicht mehr. Objekte, die in anderem Zusammenhang also z. B. als Teil eines Baudenkmals weiter eingetragen sind, sollen hier nicht aufgeführt werden. Aktennummern in diesem Abschnitt sind ehemalige, jetzt nicht mehr gültige Aktennummern.

| Lage                                       | Objekt                   | Beschreibung | Akten-Nr.     | Bild |
| ------------------------------------------ | ------------------------ | --- | ------------- | ---- |
| Frauenornau Frauenornau 24 (Standort)      | Stadel eines Bauernhofes | Ständerbohlenbau mit Satteldach und Bundwerk über teilweise massivem Erdgeschoss, zweites Viertel 19. Jahrhundert. | D-1-83-135-9  | BW   |
| Pfaffenkirchen Pfaffenkirchen 2 (Standort) | Bildstock                | kleines Satteldachhäuschen mit Putzgliederung, 18. Jahrhundert.                                                    | D-1-83-135-20 | BW   |